# Anne-Marie David
Anne-Marie David (ur. 23 maja 1952 w Casablance) – francuska piosenkarka, zwyciężczyni 18. Konkursu Piosenki Eurowizji w 1973 r. w barwach Luksemburga.

## Kariera
W 1972 zagrała Marię Magdalenę we francuskiej produkcji rock-opery Jesus Christ Superstar, zaś rok później śpiewała piosenki tej postaci we francuskim dubbingu filmowego Jesus Christ Superstar. Utwory te ukazały się na musicalowym albumie.
W 1973 roku reprezentowała Luksemburg z utworem „Tu te reconnaîtras” w 18. Konkursie Piosenki Eurowizji organizowanym w Luksemburgu. 7 kwietnia wystąpiła w finale widowiska, które ostatecznie wygrała po zdobyciu 129 punktów, w tym między innymi najwyższej noty dziesięciu punktów (dwa razy po pięć punktów) od jurorów z Wielkiej Brytanii, Szwajcarii i Francji. Oprócz francuskojęzycznej wersji singla, piosenkarka nagrała także utwór w kilku innych językach: w niemieckim („Du bist da”), angielskim („Wonderful Dream”), hiszpańskim („Te reconocerás”) oraz włoskim („Il letto del re”). 
W 1979 roku wystąpiła w barwach Francji podczas 24. Konkursu Piosenki Eurowizji, na którym zajęła trzecie miejsce z utworem „Je suis l’enfant soleil”, zdobywając łącznie 106 punktów, w tym maksymalne noty dwunastu punktów od Luksemburga i Holandii.
14 lutego 2014 wydała singel „You Came to Me”, który napisał i skomponował Tony Power. 31 marca 2015 roku wystąpiła jako jeden z gości muzycznych podczas specjalnego koncertu jubileuszowego Eurovision Song Contest’s Greatest Hits przygotowanego przez brytyjską telewizję BBC z okazji 60-lecia istnienia Konkursu Piosenki Eurowizji. W trakcie widowiska zaprezentowała utwór „Tu te reconnaîtras”.

## Dyskografia
Opracowano na podstawie materiału źródłowego.
- Tu te reconnaîtras (1973)
- Londres Studio Live (1974)
- Anne Marie David (1975) (album wydany wyłącznie w Turcji)
- Rencontres (1982)
- Meetings (1983)
- Le vent tourbillon (1984)
- Je suis l’enfant soleil (2003)
- Live à Charleroi (2004)